# Scott Fujita
(en) Statistiques sur pro-football-reference
Scott Anthony Fujita, né le 28 avril 1979 à Ventura, en Californie, est un joueur professionnel américain de football américain de la National Football League (NFL), et l'actuel directeur de la All Saints Day School à Carmel, en Californie. Il est sélectionné par les Chiefs de Kansas City au cinquième tour de la draft 2002 de la NFL. Il joue onze saisons pour les Chiefs, les Cowboys de Dallas, les Saints de La Nouvelle-Orléans et les Browns de Cleveland. Il fait partie de l'équipe des Saints qui remporte le Super Bowl XLIV en 2009, en battant les Colts d'Indianapolis. Il joue au football américain universitaire pour les Golden Bears de l'université de Californie.

## Jeunesse
Scott Fujita est adopté en bas âge par Rodney Fujita, un Américain d'origine japonaise de la troisième génération, et sa femme Helen,. Rodney est né au centre de relocalisation de guerre de Gila River à Phoenix, en Arizona, où son père Nagao, un ancien combattant du 442e régiment d'infanterie qui est devenu plus tard avocat, était l'un des nombreux Japonais américains dont la famille a été internée pendant la Seconde Guerre mondiale. Fujita a grandi dans une famille japonaise traditionnelle, célébrant les fêtes et les jours fériés japonais, et se considère comme « mi-japonais dans l'âme ».
Il a fréquenté l'école secondaire Rio Mesa à Oxnard, en Californie et il y est un athlète remarquable dans trois sports qui remporte les honneurs de la première équipe de la Channel League et du comté de Ventura en football américain et en basket-ball. Durant sa dernière année au lycée il enregistre 118 tackles, quatre sacks et cinq interceptions.

## Carrière universitaire
Proche d'entrer dans une université de Division III, Fujita reçoit une offre de l'université de Californie en 1997 et prend le statut de redshirt durant sa première année. Durant la saison 1998, il a un temps de jeu limité au poste de linebacker extérieur, mais a un impact sur les équipes spéciales, terminant l'année avec huit tackles, dont trois en solo. Il fait ses débuts comme titulaire des Golden Bears durant la saison 1999, contre les Bruins d'UCLA et effectue quatre tacles durant le match. En 2000, il est titulaire de 11 matchs et réalise 41 tackles et quatre sacks. Pour ses performances lors de la saison, il reçoit une mention honorable All-Pac 10, une récompense qu'on lui décerne également en 2011, lors de sa dernière saison en Californie.

## Carrière professionnelle
Fujita est invité au NFL Scouting Combine à Indianapolis et réalise les résultats suivants :
| Taille | Poids    | Bras   | Main   | Sprint   | Sprint   | Sprint   | Shuttle 20 yards | 3 cones drill | Détente   | Détente     | Développé couché | Test Wonderlic |
| Taille | Poids    | Bras   | Main   | 40 yards | 10 yards | 20 yards | Shuttle 20 yards | 3 cones drill | verticale | horizontale | Développé couché | Test Wonderlic |
| 1,97 m | 112,5 kg | 0,84 m | 0,25 m | 4,63 s   | 1,53 s   | 2,66 s   | 4,21 s           | 7,09 s        | 1,06 m    | 3,10 m      | 20 reps          |                |

### Chiefs de Kansas City
Fujita est sélectionné au cinquième tour (143e choix) de la draft 2002 de la NFL par les Chiefs de Kansas City et devient titulaire vers la moitié de sa saison de rookie. L'année suivante, il débute les 16 matchs et réalise 114 tackles, tout en enregistrant quatre sacks, deux passes défendues, un fumble forcée et une interception.
En 2004, bien qu'il ait une bonne saison avec 90 tackles, on se souvient surtout de lui pour un coup dévastateur à LaDainian Tomlinson près de la ligne de touche d'un match contre les Chargers de San Diego. Après le coup, Fujita récupère le ballon avant qu'il ne sorte du terrain, ce qui marque un tournant dans le match.
En 2005, après que les Chiefs sélectionnent le linebacker Derrick Johnson avec leur choix de premier tour et signent également le linebacker Kendrell Bell, Fujita demande un échange et est envoyé chez les Cowboys de Dallas en échange d'une sélection du sixième tour de la draft 2006 et d'une sélection conditionnelle lors de la draft 2007. En trois saisons chez les Chiefs, il enregistre 272 tackles et 9,5 sacks.

### Cowboys de Dallas
Au cours de la saison 2005, il joue seize matchs et devient linebacker titulaire pour les huit derniers, après qu'Alshermond Singleton (en) a été placé sur la liste des remplaçants blessés. Il enregistre 54 tackles, deux sacks et deux fumbles forcés. Il est déclaré agent libre à la fin de la saison.

### Saints de La Nouvelle-Orléans
Le 13 mars 2006, Fujita signe avec les Saints de La Nouvelle-Orléans, retrouvant l'ancien coordinateur de l'offensive des Cowboys, aujourd'hui entraîneur en chef, Sean Payton. Il est le premier agent libre à rejoindre les Saints à leur retour à La Nouvelle-Orléans après leur longue absence d'un an à la suite de l'ouragan Katrina.
Fujita est nommé capitaine défensif des Saints en 2007. Au cours de la première semaine de la saison 2008, Fujita réussit une interception cruciale en fin de match, qui permet aux Saints de remporter le match contre les Buccaneers de Tampa Bay. Au cours de la saison 2009, il gagne une bague du Super Bowl en tant que membre de l'équipe des Saints qui a remporté le Super Bowl XLIV le 7 février 2010, en battant les Colts d'Indianapolis 31-17 pour remporter le premier championnat de l'équipe.

### Browns de Cleveland

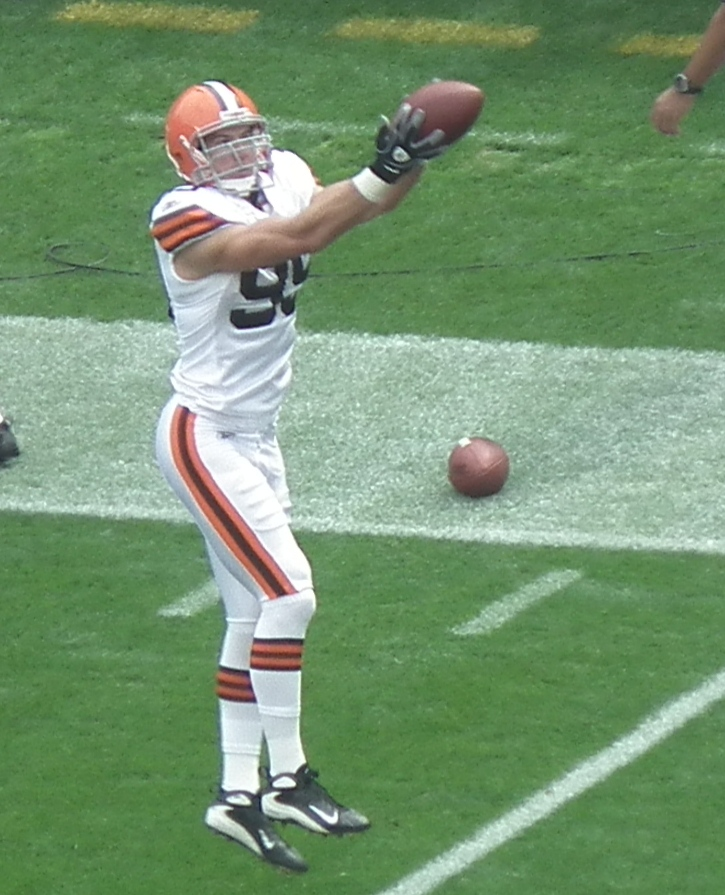
Fujita avec les Browns de Cleveland

Fujita est agent libre après la saison 2009, et le 7 mars 2010, il signe un contrat de 14 millions de dollars sur trois ans, dont huit millions de dollars garantis avec les Browns de Cleveland, qui convoitent ses qualités de leader. En septembre, il est élu l'un des capitaines défensifs des Browns pour la saison 2010. En neuf matchs, Fujita est le deuxième de l'équipe en termes de tackles et de sacks, mais il est blessé lors d'un match du 14 novembre contre les Jets de New York et on s'attend à ce qu'il soit hors jeu pendant une longue période.
Fujita est suspendu par la NFL pour les trois premiers matchs de la saison 2012 en raison de sa participation présumée au Bountygate, le scandale des primes des Saints. Le 7 septembre, sa suspension est levée.
Le 9 octobre 2012, quatre semaines et trois jours après qu'un panel d'appel interne a annulé les suspensions imposées à Fujita, au linebacker des Saints Jonathan Vilma, au defensive end des Saints Will Smith, et au défensive end agent libre Anthony Hargrove, la ligue revoit les sanctions, avec une réductions des suspensions de Fujita et Hargrove. La suspension de Vilma reste une saison complète, et celle de Smith, quatre matchs. La suspension de Fujita est réduite de trois à un match, et celle de Hargrove de huit à sept matchs. Après la sixième semaine contre les Giants de New York, Fujita est placé en réserve après s'être blessé au cou, ce qui met fin à sa saison.
L'ancien commissaire Paul Tagliabue a finalement exonéré Fujita de toute culpabilité et de tout méfait dans le scandale du paiement des Saints, annulant sa suspension et effaçant son dossier.

### Statistiques NFL
| Année                   | Équipe                        | MJ                      |       | Plaquages | Plaquages | Plaquages | Plaquages |       | Interceptions | Interceptions | Interceptions | Interceptions |  | Fumbles | Fumbles |
| Année                   | Équipe                        | MJ                      | Total | Seul      | Ast.      | Sacks     | Nb.       | Yards | Déf.          | TD            | Nb.           | Rec.          |  |         |         |
| 2002                    | Chiefs de Kansas City         | 16                      | 68    | 61        | 7         | 1,0       | 0         | 0     | 1             | 0             | 0             | 1             |  |         |         |
| 2003                    | Chiefs de Kansas City         | 16                      | 114   | 98        | 16        | 4,0       | 1         | 8     | 2             | 0             | 2             | 0             |  |         |         |
| 2004                    | Chiefs de Kansas City         | 16                      | 90    | 67        | 23        | 4,5       | 0         | 0     | 4             | 0             | 0             | 0             |  |         |         |
| 2005                    | Cowboys de Dallas             | 16                      | 54    | 44        | 10        | 2,0       | 0         | 0     | 1             | 0             | 2             | 0             |  |         |         |
| 2006                    | Saints de La Nouvelle-Orléans | 16                      | 96    | 64        | 32        | 3,5       | 2         | 19    | 7             | 0             | 1             | 0             |  |         |         |
| 2007                    | Saints de La Nouvelle-Orléans | 15                      | 95    | 77        | 18        | 3,0       | 0         | 0     | 2             | 0             | 1             | 2             |  |         |         |
| 2008                    | Saints de La Nouvelle-Orléans | 14                      | 81    | 63        | 18        | 0,0       | 2         | 19    | 3             | 0             | 1             | 0             |  |         |         |
| 2009                    | Saints de La Nouvelle-Orléans | 11                      | 58    | 43        | 15        | 1,0       | 0         | 0     | 2             | 0             | 2             | 0             |  |         |         |
| 2010                    | Browns de Cleveland           | 9                       | 51    | 36        | 15        | 3,5       | 1         | 16    | 1             | 0             | 2             | 0             |  |         |         |
| 2011                    | Browns de Cleveland           | 10                      | 50    | 37        | 13        | 0,0       | 1         | 3     | 3             | 0             | 0             | 0             |  |         |         |
| 2012                    | Browns de Cleveland           | 4                       | 14    | 10        | 4         | 1,0       | 0         | 0     | 0             | 0             | 0             | 0             |  |         |         |
| Totaux chez les Chiefs  | Totaux chez les Chiefs        | Totaux chez les Chiefs  | 272   | 226       | 46        | 9,5       | 1         | 8     | 7             | 0             | 2             | 1             |  |         |         |
| Totaux chez les Cowboys | Totaux chez les Cowboys       | Totaux chez les Cowboys | 54    | 44        | 10        | 2,0       | 0         | 0     | 1             | 0             | 2             | 0             |  |         |         |
| Totaux chez les Saints  | Totaux chez les Saints        | Totaux chez les Saints  | 330   | 247       | 83        | 7,5       | 4         | 38    | 14            | 0             | 5             | 2             |  |         |         |
| Totaux chez les Browns  | Totaux chez les Browns        | Totaux chez les Browns  | 115   | 83        | 32        | 4,5       | 2         | 19    | 4             | 0             | 2             | 0             |  |         |         |
| Totaux en NFL           | Totaux en NFL                 | Totaux en NFL           | 771   | 600       | 171       | 23,5      | 7         | 65    | 26            | 0             | 11            | 3             |  |         |         |

| Année                  | Équipe                        | MJ                     |       | Plaquages | Plaquages | Plaquages | Plaquages |       | Interceptions | Interceptions | Interceptions | Interceptions |  | Fumbles | Fumbles |
| Année                  | Équipe                        | MJ                     | Total | Seul      | Ast.      | Sacks     | Nb.       | Yards | Déf.          | TD            | Nb.           | Rec.          |  |         |         |
| 2003                   | Chiefs de Kansas City         | 1                      | 4     | 4         | 0         | 0,0       | 0         | 0     | 0             | 0             | 0             | 0             |  |         |         |
| 2006                   | Saints de La Nouvelle-Orléans | 2                      | 14    | 12        | 2         | 0,0       | 0         | 0     | 0             | 0             | 0             | 0             |  |         |         |
| 2009                   | Saints de La Nouvelle-Orléans | 3                      | 9     | 7         | 2         | 0,0       | 0         | 0     | 0             | 0             | 0             | 1             |  |         |         |
| Totaux chez les Chiefs | Totaux chez les Chiefs        | Totaux chez les Chiefs | 4     | 4         | 0         | 0,0       | 0         | 0     | 0             | 0             | 0             | 0             |  |         |         |
| Totaux chez les Saints | Totaux chez les Saints        | Totaux chez les Saints | 23    | 19        | 4         | 0,0       | 0         | 0     | 0             | 0             | 0             | 1             |  |         |         |
| Totaux en NFL          | Totaux en NFL                 | Totaux en NFL          | 27    | 23        | 4         | 0,0       | 0         | 0     | 0             | 0             | 0             | 1             |  |         |         |

### Retraite
Le 22 avril 2013, Fujita signe un contrat d'un jour avec les Saints alors qu'il se trouve au Machu Picchu avec son ancien coéquipier Steve Gleason (en), annonçant sa retraite immédiatement après. En août 2013, Fujita rejoint la nouvelle chaîne sportive Fox Sports 1 en tant qu'analyste dans le cadre de son émission Fox Football Daily.

## Carrière dans l'éducation
En 2018, Fujita devient le directeur sportif de l'école All Saints Day, à Carmel, en Californie, où il est parent depuis des années. En 2019, il est sélectionné et occupe actuellement le poste de directeur de l'école après avoir entamé le processus de sélection avec 38 candidats de tous les États-Unis.

## Vie privée
Fujita est marié et père de trois enfants ; lui et sa famille ont une maison à Carmel Valley, en Californie. Il est politiquement libéral et s'est engagé en faveur des droits des femmes et des homosexuels ainsi que de l'adoption, de la préservation des zones humides et d'autres causes. Il a été nommé « Homme de l'année » en 2009 pour ses activités caritatives,,.

### Articles de journaux
1. ↑  (en) Todd Archer, « Tackling adoption not issue for Fujita », The Dallas Morning News, 17 décembre 2005 (consulté le 22 février 2020)
2. ↑  (en) Michael Silver, « Saints’ Fujita defies stereotypes », sur Yahoo Sports, 3 février 2010 (consulté le 23 février 2020)
3. ↑  (en) David Fleming, « A linebacker with a conscience », sur www.espn.com, ESPN (consulté le 23 février 2020)
4. ↑  (en-US) Kaz Nagatsuka, « Fujita proud to discuss family's Japanese heritage », The Japan Times,‎ 6 février 2010 (ISSN 0447-5763, lire en ligne, consulté le 23 février 2020)
5. ↑  (en) OHM YOUNGMISUK, « Raised Japanese, New Orleans Saints linebacker Scott Fujita's tale is the American dream », sur nydailynews.com, New York Daily News, 6 février 2010 (consulté le 23 février 2020)
6. ↑  (en-US) « Scott Fujita – VC Sports Hall of Fame » (consulté le 23 février 2020)
7. ↑  (en) « Scott Fujita, NFL Player » [PDF] (consulté le 22 février 2020)
8. 1 2  (en) « Scott Fujita Leads Defense for Bears », sur Pac-12, 14 août 2001 (consulté le 23 février 2020)
9. ↑  (en) « From 'Beanpole' to Giant, Scott Fujita's Football Ascent at California Truly Remarkable », sur Pac-12, 26 septembre 2001 (consulté le 23 février 2020)
10. ↑  (en) « Scott Fujita Bio - The University of California Official Athletic Site », sur University of California Golden Bears Athletics (consulté le 23 février 2020)
11. ↑  (en) Pac-12 ConferenceApr 7 et 2001, « 2001 Cal Football Season Outlook », sur Pac-12 (consulté le 23 février 2020)
12. ↑  (en) « Scott Fujita Speaker & Booking Information », sur Celebrity Speakers For Speaking Engagements | AthleteSpeakers (consulté le 23 février 2020)
13. ↑  (en-US) « Scott Fujita | OLB | California - NFL Combine Results » (consulté le 23 février 2020)
14. ↑  (en) Jake Curtis, « Former walk-on Fujita selected by Chiefs », sur SFGate, 22 avril 2002 (consulté le 23 février 2020)
15. ↑  (en) « Scott Fujita 2002 Game Log », sur Pro-Football-Reference.com (consulté le 23 février 2020)
16. ↑  (en) « Scott Fujita 2003 Game Log », sur Pro-Football-Reference.com (consulté le 23 février 2020)
17. ↑  (en) « I just found Scott A Fujita in Carmel Valley, CA on Radaris », sur radaris.com (consulté le 23 février 2020)
18. ↑  (en-US) Leigh Oleszczak, « Kansas City Chiefs: 2005 NFL Draft Revisited », sur KC Kingdom, 2 mai 2014 (consulté le 23 février 2020)
19. ↑  (en) Associated Press, « Chiefs sign linebacker Kendrell Bell », sur ESPN.com, ESPN, 8 mars 2005 (consulté le 23 février 2020)
20. ↑  (en-US) « Scott Fujita Retires », sur NBC 5 Dallas-Fort Worth, 22 avril 2013 (consulté le 23 février 2020)
21. 1 2 3  (en) « Scott Fujita Stats », sur Pro-Football-Reference.com (consulté le 23 février 2020)
22. 1 2  (en) « Scott Fujita 2005 Game Log », sur Pro-Football-Reference.com (consulté le 23 février 2020)
23. ↑  (en) Associated Press, « Injuries may force Cowboys' Dat to retire », sur The Eagle, 28 novembre 2005 (consulté le 23 février 2020)
24. ↑  (en) Sheldon Mickles, « In Peru, Scott Fujita signs and retires as a Saint », sur NOLA.com, 15 mai 2013 (consulté le 23 février 2020)
25. ↑  (en) Associated Press, « Saints Sign Linebacker Fujita », sur AP NEWS, 13 mars 2006 (consulté le 23 février 2020)
26. ↑  (en) « Sources: Saints to hire Dallas assistant Payton », sur ESPN.com, 17 janvier 2006 (consulté le 23 février 2020)
27. 1 2  (en) Mark C. Anderson, « New county resident Scott Fujita uses the game to attack everything from quarterbacks to social injustice. », sur Monterey County Weekly, 23 septembre 2010 (consulté le 23 février 2020)
28. ↑  (en) « Scott Fujita retires from NFL as a New Orleans Saint », sur NOLA.com, The Times-Picayune, 22 avril 2013 (consulté le 23 février 2020)
29. ↑  (en) « Buccaneers vs. Saints - Game Summary - September 7, 2008 - ESPN », sur ESPN.com (consulté le 23 février 2020)
30. ↑  (en) Brandon Griffin, « Saints Win Super Bowl XLIV: Colts Fall Apart In the Second Half », sur Bleacher Report, 7 février 2010 (consulté le 23 février 2020)
31. ↑  (en) Tony Grossi et The Plain Dealer, « Cleveland Browns sign first two free agents, linebacker Scott Fujita and lineman Tony Pashos », sur cleveland, 8 mars 2010 (consulté le 23 février 2020)
32. ↑  (en) SCBBA, « Cleveland Browns Name 2010 Captains », sur Southern California Browns Backers Association | SCBBA, 10 septembre 2010 (consulté le 23 février 2020)
33. ↑  (en) Mary Kay Cabot, « Scott Fujita 'could be a little while' with knee injury, guard Billy Yates on IR: Browns Insider », sur cleveland.com, 16 novembre 2010 (consulté le 23 février 2020)
34. ↑  (en) Albert Breer, « Saints player bounty suspensions overturned on appeal », sur NFL.com, NFL, 9 septembre 2012 (consulté le 23 février 2020)
35. ↑  (en) Matt Brooks, « Report: NFL re-issues bounty suspensions for Saints players », The Washington Post,‎ 9 octobre 2012 (lire en ligne)
36. ↑  (en) Associated Press, « Season, maybe career, over for Browns' Fujita », sur NBC Sports Washington, 24 octobre 2012 (consulté le 23 février 2020)
37. ↑  (en-US) Judy Battista, « Tagliabue Lifts Suspensions but Not Blame in Bounty Case », The New York Times,‎ 11 décembre 2012 (ISSN 0362-4331, lire en ligne, consulté le 23 février 2020)
38. ↑  (en-US) S. I. Staff, « Scott Fujita retires after signing one-day contract with New Orleans », sur Sports Illustrated, 22 avril 2013 (consulté le 23 février 2020)
39. ↑  (en-US) By Tim Baysinger, « Fox Sports 1 Sets Roster for Pair of Studio Shows », sur Broadcasting & Cable, 16 août 2018 (consulté le 23 février 2020)
40. ↑  (en) Dave Faries, « Scott Fujita », sur Monterey County Weekly, 6 septembre 2018 (consulté le 23 février 2020)
41. ↑  (en-US) Juan Reyes, « Former NFL linebacker to head Carmel Valley school », sur Monterey Herald, 4 février 2019 (consulté le 23 février 2020)
42. ↑  (en-US) Joe Lapointe, « The Saints Linebacker Who Speaks His Mind », The New York Times,‎ 2 février 2010 (ISSN 0362-4331, lire en ligne, consulté le 23 février 2020)
43. ↑  (en) Dave Zirin, « "Why I Support the National Equality March": NFL's Scott Fujita Speaks Out for Gay Rights », sur HuffPost, 18 mars 2010 (consulté le 23 février 2020)
44. ↑  (en) Associated Press, « Browns LB Fujita wants to save Louisiana wetlands », sur The Oakland Press, 25 août 2010 (consulté le 23 février 2020)